# حدة (السدة)

تعديل مصدري - تعديل

حدة هي إحدى قرى عزلة وادي حجاج بمديرية السدة التابعة لمحافظة إب، بلغ تعداد سكانها 339 نسمة حسب تعداد اليمن لعام 2004.